# Jubilejnyj (rejon kotielnicki)
Jubilejnyj (ros. Юбилейный) – osiedle w Rosji, w obwodzie kirowskim, w rejonie kotielnickim. W 2010 liczyło 1101 mieszkańców.